# V-Rally (serie)
V-Rally es una serie de videojuego de carreras desarrollada y publicada originalmente por Infogrames. Debutó en 1997 con el lanzamiento de el juego homónimo para la consola PlayStation.

## Historia
V-Rally es una serie de videojuegos de carreras creada por la empresa francesa de entretenimiento interactivo Infogrames. Debutó en 1997 con el lanzamiento de el juego homónimo para la consola PlayStation, que tuvo un éxito crítico y comercial en Europa. una empresa que evolucionó del equipo de Infogrames que desarrolló el juego original, posteriormente desarrollaría las secuelas V-Rally 2 en 1999 y V-Rally 3 en 2002. En diciembre de 2001, la serie V-Rally había vendido cuatro millones de unidades en todo el mundo. En 2017, se celebró el vigésimo aniversario de la serie, con Eden mostrando una galería de imágenes de sus coches de rally favoritos. Un cuarto juego, V-Rally 4, fue desarrollado por Kylotonn y publicado por Bigben Interactive en 2018. El juego fue dirigido por Alain Jarniou, quien previamente había trabajado en la versión PlayStation 2 de "V-Rally 3" como segundo programador.

## Juegos

### V-Rally
La primera parte de la serie se lanzó inicialmente solo para la PlayStation en 1997, una versión para PC no se lanzó hasta 1999. También se lanzó una versión de Nintendo 64 con el nombre de V-Rally Edition '99. En esta primera versión había un total de diez vehículos de rally, todos con la licencia original. Las carreras se llevaron a cabo en pistas de ocho países, incluidos Francia, España e Indonesia. Especialmente la versión PC, que recibió una actualización en comparación con la versión de PlayStation, fue capaz de convencer con sus gráficos en ese momento. La versión estadounidense de Electronic Arts incluía un Toyota Corolla como vehículo nuevo adicional. Sin embargo, debido a los controles deficientes, el juego no fue un gran éxito comercial.
Uno de los contendientes más duros del juego fue el Colin McRae Rally, lanzado en 1998.

### V-Rally 2
El mismo año que la versión para PC de "V-Rally", se lanzó "V-Rally 2" para PlayStation. Dado que el distribuidor Infogrames adquirió los derechos de marca de Atari mientras tanto, lo publicaron con este nombre en Europa. Electronic Arts volvió a obtener los derechos para Norteamérica y simultáneamente lanzó la versión de PlayStation en Norteamérica con el nombre de Need for Speed V-Rally 2. Un año después también hubo una versión para Dreamcast y PC. En Norteamérica, la versión de Dreamcast tenía el sufijo "Test Drive".
Las nuevas características en comparación con el predecesor incluyen un modo multijugador, gráficos mejorados, ahora 17 vehículos, y ahora un total de 12 países en los que la gente conduce. Las calificaciones de varias revistas fueron igualmente buenas. La segunda parte hizo popular la serie.

### V-Rally 3
"V-Rally 3" fue lanzado en junio de 2002 para las plataformas PlayStation 2 y Game Boy Advance. En 2003, siguieron los puertos para PC (Windows), Xbox y GameCube. Además de 20 vehículos oficiales, el juego tenía 24 pistas de carreras en cuatro países. En la versión 3, V-Rally también incluyó pilotos reales por primera vez, a saber, Gilles Panizzi, Richard Burns, Carlos Sainz, Philippe Bugalski, Piero Liatti y Tommi Mäkinen.

### V-Rally 4
El 13 de marzo de 2018 se anunció que V-Rally 4 se lanzaría en septiembre de 2018. Contiene más de 50 modelos de automóviles y se lanzó el 6 de septiembre de 2018 para Xbox One y PlayStation 4 y el 25 de septiembre de 2018 para PC. La versión para Nintendo Switch siguió el 13 de noviembre. El juego fue desarrollado por el estudio de desarrollo francés Kylotonn.